# Vuelo 427 de USAir
El vuelo 427 de USAir era un vuelo nacional estadounidense entre el Aeropuerto Internacional Chicago-O'Hare de Chicago, Illinois y el Aeropuerto Internacional de West Palm Beach de Palm Beach, Florida, con escala en el Aeropuerto Internacional de Pittsburgh, en Pittsburgh, Pensilvania, que se estrelló el 8 de septiembre de 1994 cerca de Pittsburgh en su aproximación final al aeropuerto. Todos sus 127 pasajeros y 5 miembros de la tripulación murieron en este accidente cuando el Boeing 737 que realizaba el vuelo giró sin control alguno hacia la izquierda hasta estrellarse.
La causa del accidente fue atribuida a una falla mecánica del timón de cola, producida por el bloqueo de la válvula servodual, la cual se bloqueó sin explicación alguna. Años atrás, en 1991, el vuelo 585 de United Airlines había tenido el mismo destino trágico. Finalmente en 1996 el vuelo 517 de Eastwind Airlines presentó otra vez la misma falla; todos sus ocupantes resultaron ilesos y el avión que realizaba ese vuelo aterrizó sin mayores incidentes. Como ese avión se conservó intacto se pudo realizar una investigación exhaustiva que demostró la causa de la caída del vuelo 585 y el vuelo 427 los años anteriores y se propusieron medidas para evitar nuevos accidentes similares.
Como consecuencia Boeing reemplazó la válvula servodual de todos los Boeing 737 operativos en el mundo, costándole mucho dinero, a fin de evitar más tragedias causadas por el bloqueo de la válvula servodual.

## Aeronave y tripulación

### Aeronave

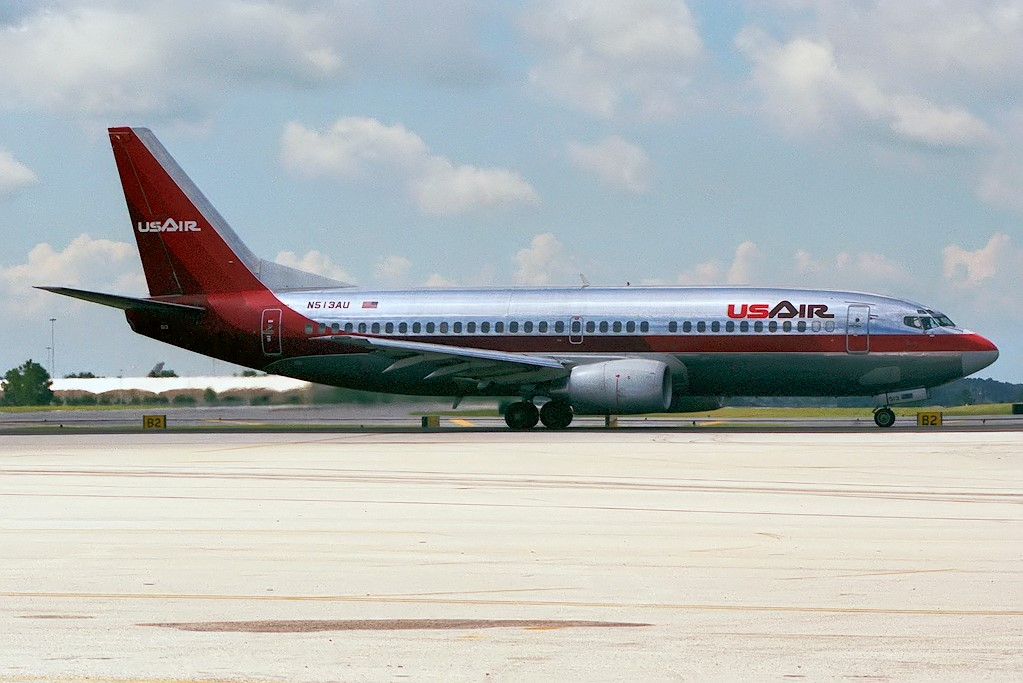
El avión accidentado fotografiado en junio de 1991 en Aeropuerto Internacional de Orlando.

La aeronave involucrada era un Boeing 737-3B7, matrícula N513AU, y previamente registrada como N382AU. El avión se entregó en 1987 y estaba propulsado por dos motores CFM56-3B2. La aeronave había registrado aproximadamente 18.800 horas de vuelo antes del accidente. Al momento del accidente tenía 7 años.

### Tripulación
La tripulación de vuelo estaba formada por el capitán Peter Germano, de 45 años, contratado por USAir en febrero de 1981, y el primer oficial Charles B. «Chuck» Emmett III, de 38 años, contratado en febrero de 1987 por Piedmont Airlines (que se fusionó con USAir en 1989). Ambos eran considerados excelentes pilotos y tenían mucha experiencia: Germano registró aproximadamente 12.000 horas de vuelo, incluidas 4.064 en el Boeing 737, mientras que Emmett registró 9.000 horas de vuelo, 3.644 en el 737. Los asistentes de vuelo Stanley Canty y April Slater fueron contratados en 1989 por Piedmont Aerolíneas. La asistente de vuelo Sarah Slocum-Hamley fue contratada en octubre de 1988 por USAir.

## Accidente

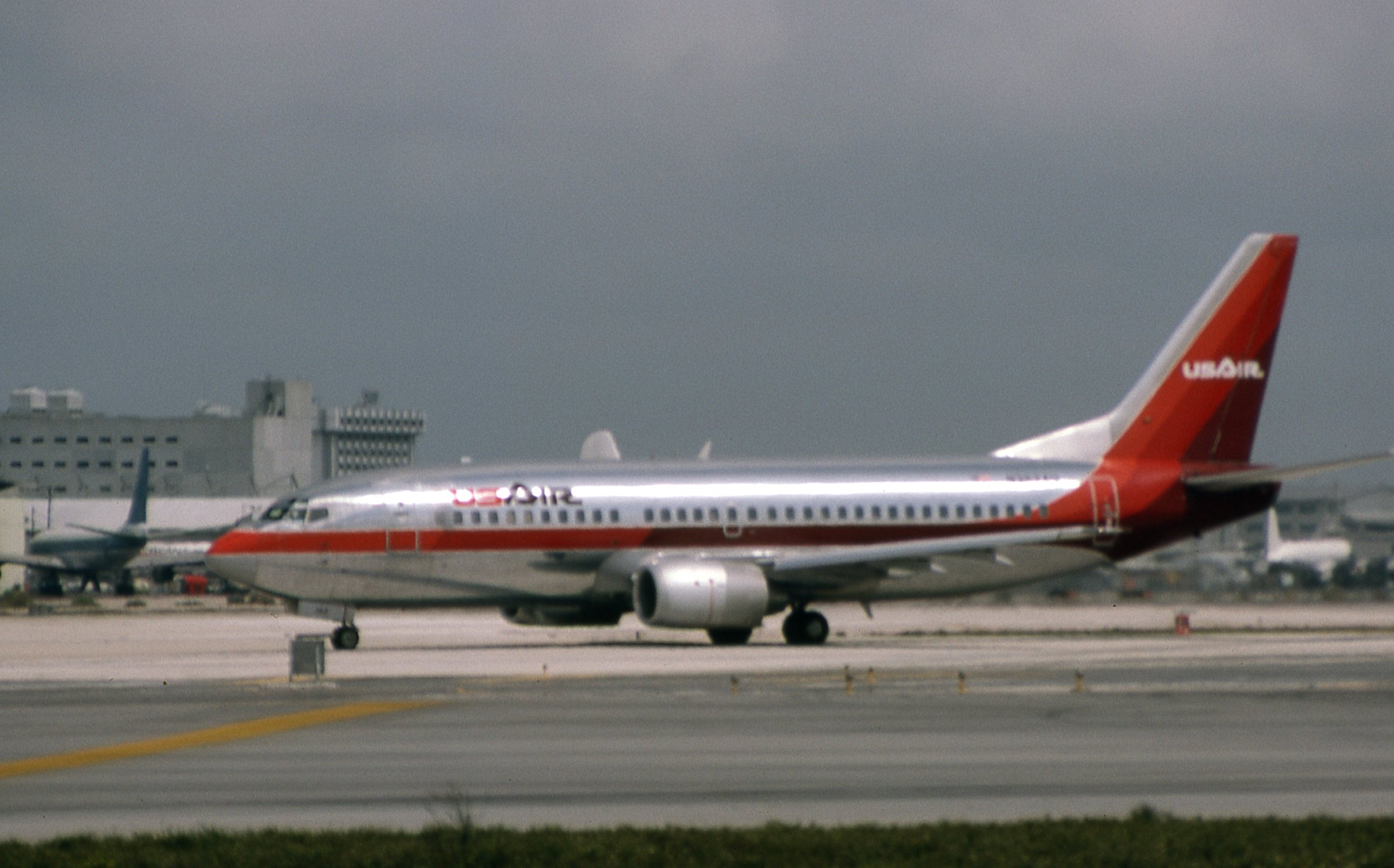
El avión involucrado en el accidente en marzo de 1988, fotografiado con un registro previo.

En su fase de llegada acercándose a Pittsburgh, el vuelo 427 fue secuenciado detrás del vuelo 1083 de Delta Air Lines, un Boeing 727-200. En ningún momento el vuelo 427 estuvo a menos de 4,1 millas de Delta 1083, según datos de radar. El vuelo 427 estaba en aproximación a 6.000 pies (1.800 m) de altitud, en configuración de flaps 1 ya aproximadamente 190 nudos.
A las 19:02:57, la aeronave entró en la estela turbulenta del Delta 1083 y se produjeron tres golpes repentinos, sonidos de chasquido y un golpe más fuerte, después de lo cual el 737 comenzó a ladearse y rodar hacia la izquierda. Cuando el avión se detuvo, Germano exclamó «¡Espera!» numerosas veces, mientras Emmett, bajo esfuerzo físico, decía: «¡Oh, mierda!» Germano exclamó: «¿Qué diablos es esto?» Cuando el control de tráfico aéreo notó que el vuelo 427 descendía sin permiso, Germano pulsó el micrófono y dijo: «¡Cuatro Dos Siete, emergencia!» Debido a que el micrófono permaneció activado durante el resto del incidente, las exclamaciones que siguieron en la cabina se escucharon en la torre de Pittsburgh. La aeronave continuó rodando mientras se inclinaba hacia el suelo con el morro hacia abajo. Tratando de contrarrestar el fuerte aumento de las fuerzas G, Germano gritó «¡Tira!» tres veces consecutivas antes de gritar, durante las cuales Emmett dijo «Dios, no» segundos antes del impacto. Con una inclinación de 80° hacia abajo y una inclinación de 60 Grados hacia la izquierda mientras viajaba a aproximadamente 300 mph (480 km/h), el 737 se estrelló contra el suelo y explotó a las 19:03:25 en Municipio de Hopewell, condado de Beaver, Pensilvania, cerca de Aliquippa, aproximadamente 28 segundos después de entrar en la estela turbulenta.

## Investigación de la NTSB
Los investigadores de la NTSB manejaron como posibles causas un choque con aves, falla de los motores, error del piloto y falla del timón de cola. De estas 4 hipótesis la falla del timón de cola cobró más fuerza.
Dos años después del accidente, en octubre de 1996, la válvula servodual del Boeing 737-300 fue sometida a la prueba de shock térmico, que consiste en congelar el dispositivo con nitrógeno e inyectarle líquido hidráulico caliente. Durante la prueba el dispositivo se bloqueó, lo que puso en evidencia la falla del timón de cola en muchos 737 operativos en todo el mundo.

## Dramatización
Este accidente fue presentado en la cuarta temporada del programa de televisión canadiense Mayday: catástrofes aéreas, en el episodio «Peligro oculto». El accidente es reexaminado en un especial compilatorio de la sexta temporada, titulado «Piezas fatales». Los episodios también presentan los accidentes del vuelo 585 de United Airlines y del vuelo 517 de Eastwind Airlines  y los accidentes fueron nuevamente presentados en la subserie Mayday: Informe Especial, titulado «Problemas de inclinación».